# Aleksandar Kostadinov (scheidsrechter)
Aleksandar Kostadinov (Bulgaars: Александър Костадинов) (10 september 1979) is een Bulgaars voormalig voetbalscheidsrechter. Hij was in dienst van FIFA en UEFA tussen 2010 en 2013. Ook leidde hij tot 2016 wedstrijden in de Parva Liga.
Op 8 juli 2010 leidde Kostadinov zijn eerste wedstrijd in Europees verband tijdens een wedstrijd tussen Dacia Chisinau en FK Zeta in de eerste voorronde van de UEFA Europa League; het eindigde in 0–0 en de Bulgaar gaf vier gele kaarten en één rode. Zijn eerste interland floot hij op 2 september 2011, toen Andorra met 0–3 verloor van Armenië. Tijdens dit duel gaf Kostadinov twee gele kaarten en een rode aan de Andorrese verdediger Ildefons Lima.

## Interlands
| Datum            | Plaats                    | Wedstrijd         | Uitslag | Competitie           | Kreeg geel | Kreeg voor de tweede keer geel en dus rood | Weggestuurd |
| ---------------- | ------------------------- | ----------------- | ------- | -------------------- | ---------- | ------------------------------------------ | ----------- |
| 2 september 2011 | Andorra la Vella, Andorra | Andorra – Armenië | 0 – 3   | EK 2012 kwalificatie | 2          | 0                                          | 1           |